# Store Syrte-episoden (1981)
 Ikke at forveksle med Store Syrte-episoden (1989).
Den 1. Store Syrte-episode udspillede sig den 19. august 1981 og kulminerede med to amerikanske F-14 Tomcats skød to libyske Sukhoj Su-17 Fitter ned.

## Baggrund
I 1973 erklærede Libyen Store Syrte for at være en del af landets suveræne territorium. Denne erklæring fik USA til at udføre militære operationer i det omstridte område for at demonstrere at man ikke accepterede Libyens krav til området, da der ikke hjemmel under international lovgivning. Libyen konfronterede flere gange amerikanske styrker i og nær bugten, og libyske kampfly åbnede i to tilfælde ild mod amerikanske rekognosceringsfly nær den libyske kyst, første gang i 1973 og igen i efteråret i 1980. Disse sejlader i området blev intensiveret da Ronald Reagan tiltrådte som amerikansk præsident. I august 1981 autoriserede han udsendelsen af en stor flådestyrke til det omstridte område. I styrken var blandt andet to hangarskibe: USS Forrestal (CV-59) og USS Nimitz (CVN-68). De to hangarskibe havde i alt fire kampfly-eskadriller hvor to fløj F-4 Phantom II fra Forrestal og F-14 Tomcats fra Nimitz. Det libyske luftvåben svarede igen ved at udstationere et stort antal jagerfly og jagerbombere i kystregionen. Tidligt om morgenen den 18. august da den amerikanske styrke nærmede sig det omstridte farvand forsøgte mindst tre libyske MiG-25 Foxbats at nærme sig de amerikanske hangarskibe, men de blev eskorteret væk af amerikanske jagerfly. Libyerne forsøgte at få en præcis position på de amerikanske skibe. Femogtredive par af forskellige MiG-23 (Flogger), MiG-25, Su-20 (Fitter-C), Su-22M (Fitter-J) og Mirage F1'ere fløj ind i området, de blev blev hurtigt fundet og afskærmet af syv par F-14 og F-4. Den amerikanske flådes efterretningstjeneste anslog senere at en MiG-25 muligvis havde affyret et missil fra 18 sømil afstand mod et amerikansk fly den dag.

## Episoden
Om morgenen den 19. august efter at kampgruppen havde "overlevet" et antal libyske skinangreb dagen før, var to Tomcats i luften: Fast Eagle 102 og Fast Eagle 107. De fløj en patrulje for at passe på et antal andre fly der deltog i en missiløvelse. En kommandørkaptajn i US Navy, Thompson S. Sanders skrev senere i Air & Space at hans S-3A Viking formentlig var dråben der fik bægeret til at flyde over. Sanders fik til opgave at patruljere i et område der var indenfor Gadaffis proklamerede territorialfarvand, men udenfor den internationale anerkendte 12 sømil territorialfarvandsgrænse i et forsøg på at få Libyen til at reagere. Et E-2C Hawkeye AWACS der fløj en overvågningsmission advarede Thompson om at to Sukhoj Su-22-jagerbombere var lettet fra flyvestationen i Ghardabiya nær byen Surt. Hawkeye-flyet dirigerede de to Tomcats frem mod de libyske fly imens Thompson dykkede til en højde på 150 meter og fløj nord for at undgå de libyske fly, en stressende oplevelse da hans S-3A Viking ikke var udstyret med et missilvarslingssytem eller -vildledningssystem - hvilket dog blev rettet på den næste udgave af flyet benævnt S-3B.
Hawkeye-flyet dirigerede de to F-14-fly direkte mod de to libyske fly der begge fløj en nordlig kurs. Et par sekunder før de to fly passerede hinanden, formodentlig omkring 300 meters afstand, affyrede et libysk fly et AA-2 Atoll missil mod den ene Tomcat. Da flyene passerede hinanden fløj de to Sukhoj-fly hver sin vej rundt tilbage mod den libyske kyst, lederen mod nordvest og følgeflyet drejede mod sydøst. De amerikanske fly undveg missilet og var nu i stand til at gengælde ilden jævnfør deres instrukser for våbenbrug som sagde at man kun måtte skyde i selvforsvar. De to Tomcats drejede hård til bagbord og var nu bag de libyske fly. Amerikanerne affyrede to AIM-9L Sidewinder missiler; den første nedskydning blev tilskrevet Fast Eagle 102 og den anden til Fast Eagle 107. Det lykkedes begge libyske piloter at skyde sig ud med deres katapultsæder.
Før udskydningerne optog et amerikansk SIGINT-fly radiokommunikationen mellem det ene libyske fly og den libyske flykontrol hvor flyet meddelte at man skudt et missil mod det ene amerikanske fly, men man gav ingen indikation om hvorvidt skuddet var med vilje eller ej. I den officielle United States Navy krigsdagbog står der at det lykkedes begge piloter at skyde sig ud i deres katapultsæder og efterfølgende blive reddet, men i optagelserne fra de amerikanske piloters interne kommunikation siger en pilot at han så en libysk pilot skyde sig ud af flyet, men at hans faldskærm ikke åbnede sig.
Mindre end en time senere, imens Libyen udførte en SAR-operation for de nedskudte piloter, lettede to fuldt bevæbnede MiG-25'ere fra Libyen og fløj ud i Store Syrte med mach 1,5 og udførte endnu et skinangreb mod det amerikanske hangarskib USS Nimitz. To Tomcats fløj ud for at møde de libyske fly som vendte om. De libyske fly vendt om og nærmede sig hangarskibet igen med samme flyveprofil og resultatet var det samme som før. Efter skinangrebet eskorterede de amerikanske Tomcats libyerne ud af området. Libyerne forsøgte sig med endnu et skinangreb senere samme dag.